# Mister Wong

Logo von „Mister Wong“ bis 2013

Mister Wong war in Deutschland ein Web-Portal für Social Bookmarking. Seit dem 6. März 2009 ist Mister Wong eine eigenständige Gesellschaft. Die Website, die zuvor von der Medienagentur construktiv in Bremen betrieben wurde, stellte Anfang August 2013 ihre Social-Bookmarking-Funktionen ein und wurde anschließend anderweitig genutzt.

## Geschichte
Die Seite startete im Frühjahr 2006 und verfügte zwischenzeitlich nach eigenen Angaben über 8 Millionen Lesezeichen. Im Januar 2007 hat Mister Wong den deutschen Bookmarking-Dienst taggle übernommen.  Am 7. November 2011 wurde Mister Wong für einen neuen Betreiber zum Verkauf angeboten. Am 9. August 2012 gab die ekaabo GmbH, Weinheim die Übernahme von Mister Wong bekannt. Am 1. August 2013 wurden die Social-Bookmarking-Funktionen nach einem erneuten Verkauf eingestellt.
Mister Wong lag laut Alexa unter den meistbesuchten Webseiten in Deutschland auf Platz 67 (Stand April 2010). Der Dienst war auf Deutsch, Englisch, Französisch, Spanisch, Chinesisch und Russisch verfügbar. Mister Wong wurde 2008 als „fester Bestandteil des deutschen Internet“ bezeichnet und noch später wurde von der „einst meistverlinkten Seite Deutschlands“ gesprochen.
Im Jahr 2011 war der Dienst bei einer Umfrage des HeBis-Verbunds 24 % der Befragten bekannt (gegenüber 14 % für delicious).

## Funktionen
Lesezeichen konnten nach einer kostenlosen Registrierung direkt auf der Internetpräsenz des Anbieters, mit einer speziellen Symbolleiste, die als Erweiterung für mehrere Browser verfügbar war, oder per Import-Funktion von anderen Social-Bookmarking-Diensten, wie del.icio.us, angelegt werden. Weiter boten einige Online-Redaktionen und Blogs ihren Lesern die Möglichkeit, automatisiert ihre Artikel als Lesezeichen bei Mister Wong anzulegen.
Die Lesezeichen eines Benutzers waren in der Regel öffentlich, konnten aber auch als privat markiert werden; dann wurden sie anderen Benutzern nicht angezeigt. Weiterhin gab es Community-Dienste, mit denen Anwender Einblick in das Nutzerverhalten anderer Mitglieder (siehe auch Folksonomy) erhielten. Den Bookmarks konnten Tags zugewiesen werden; die Benutzer konnten ein Netzwerk untereinander bilden, um ihre jeweiligen Bookmarksammlungen zu verfolgen, und sie konnten sich auch über die Plattform Nachrichten schicken. Außerdem konnte man ein Benutzerprofil anlegen. Bookmarks zu einem bestimmten Thema konnten in Gruppen gesammelt werden.
Seit November 2010 bot Mister Wong die Möglichkeit, Dokumente oder Dateien in verschiedenen Formaten wie beispielsweise PDF-Dokumente oder Präsentationen hochzuladen. Hochgeladene Dokumente konnten mit einer eigenen Lizenz versehen, bewertet, kommentiert und (optional) von anderen Benutzern heruntergeladen werden.

## Kritik des alten Logos 2007
Im Mai 2007 geriet das damalige Logo – eine Illustration eines Chinesen mit birnenförmigem Gesicht, Glatze und breitem Grinsen – in die Kritik. Amerikanische Nutzer warfen den Betreibern Rassismus vor. Unter ihnen Ernie Hsiung, ein Blogger mit asiatischen Vorfahren, der sich über die klischeehafte Darstellung von Chinesen empörte. Auch der bis dahin gültige Werbeslogan „ping pong, king kong, Mister Wong“ wurde kritisiert.
Mister-Wong-Gründer Kai Tietjen entschuldigte sich im offiziellen Blog des Portals. Im Dezember 2007 wurde ein neues Logo vorgestellt, das aus den Ergebnissen eines Wettbewerbs mit einer Abstimmung der Mister-Wong-Benutzer, einer Jury und schließlich der mit Mister Wong befassten Angestellten ausgewählt wurde.